# Terezín (Radenín)
Terezín (německy Theresienhof) je malá vesnice, část obce Radenín v okrese Tábor v Jihočeském kraji. Nachází se asi 1,5 kilometru jihovýchodně od Radenína. Je zde evidováno 36 adres. V roce 2011 zde trvale žilo 35 obyvatel.
Terezín leží v katastrálním území Radenín o výměře 9,22 km². Zajímavostí je pravidelné rozmístění stavení, jež leží podél jediné ulice ve vsi vždy naproti sobě.

## Historie
První písemná zmínka o vesnici pochází z roku 1830.

## Obyvatelstvo
| Rok            | 1869 | 1880 | 1890 | 1900 | 1910 | 1921 | 1930 | 1950 | 1961 | 1970 | 1980 | 1991 | 2001 | 2011 | 2021 |
| -------------- | ---- | ---- | ---- | ---- | ---- | ---- | ---- | ---- | ---- | ---- | ---- | ---- | ---- | ---- | ---- |
| Počet obyvatel | 230  | 223  | 240  | 228  | 191  | 184  | 173  | 139  | 149  | 144  | 109  | 65   | 47   | 35   | 30   |
| Počet domů     | 31   | 31   | 31   | 31   | 31   | 31   | 34   | 34   | 34   | 33   | 30   | 34   | 35   | 34   | 36   |

## Obecní správa
Terezín vznikl roku 1880 jako část obce Radenín v okrese Tábor.

## Pamětihodnosti

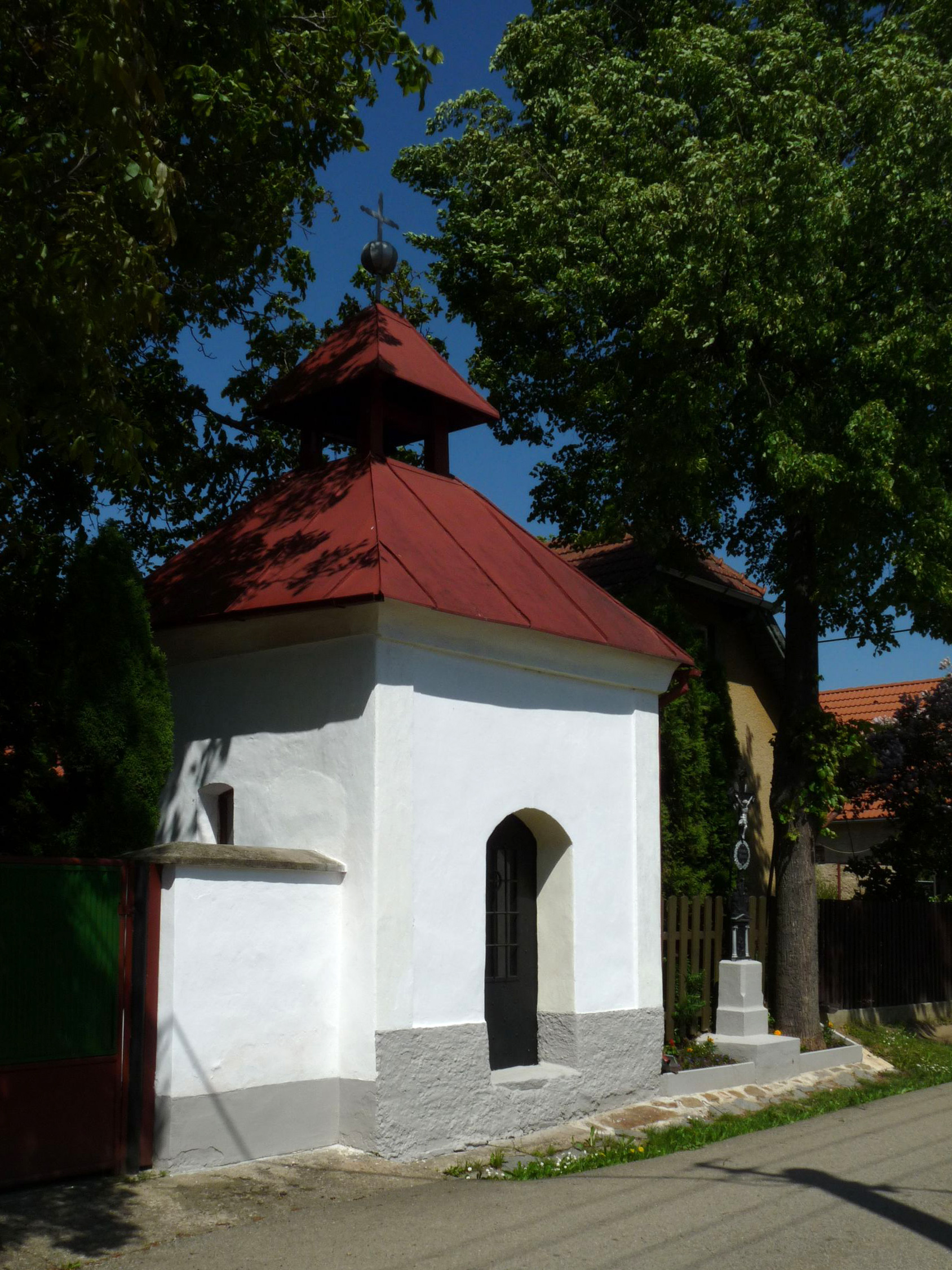
Kaple v Terezíně

Ve vsi se nachází kaple se zvoničkou a vedle stojícím křížkem. Dalším křížkem je tzv. Radostův kříž, jenž je situován v poli za vsí.